# 飞云江
飞云江系浙江省八大独流入海水系之一，浙江省第四大河，温州市第二大河（仅次于瓯江），主要流经浙江省东南部。河流发源于景宁、泰顺边界乌岩岭自然保护区内的白云尖西北坡，流经景宁、泰顺、文成、瑞安四县市，在瑞安城关镇东南约11公里处、上望街道与南滨街道间的入海口处汇入东海。全长195公里（河流长度说法不一，主流媒体或著作有184公里、193公里、198.7公里等多种说法），流域面积3731平方公里。属山溪性河流。水位天然总落差560米。年径流量约40亿立方米，平均流量125立方米/秒，年输沙量54万吨。流域内中生代火山岩分布广泛，地形复杂。上、中游流经山区，水流湍急；下游流入平原，水流分散，多沙洲。飞云江流域面积在100平方公里以上的一级支流共8条，其中左支流6条，分别是：里光溪、峃作口溪、泗溪、玉泉溪、高楼溪、金潮港；右支流2条，分别是：洪口溪、莒江溪。飞云江流域行政区域共有乡镇31个，据2015年统计资料，流域人口190.25万人，常用耕地面积56.44万亩。

## 历史
据《飞云江志》载，大约在公元前1100年至公元前770年，瓯越人即开始利用飞云江滩涂开展渔业生产。秦汉时期，飞云江河口北岸在集云山南麓，南岸在平阳县昆阳镇的横屿山麓。东汉时，飞云江河口退至今瑞安城关大沙堤、小沙堤、浦后街一带。三国吴赤乌二年（239年），罗阳县建制，飞云江始得名，称“罗阳江”。西晋太康四年（283年），原罗阳县更名为安固县，罗阳江因故更名为安固江。唐时，飞云江命名为瑞安江。据《飞云江志》，唐天复三年（903年）瑞安江易名飞云江，沿袭至今。另有说法称，宋末诗人林景熙有《飞云渡》诗，被认为是飞云江得名的肇始。

## 源头

### 两源说
飞云江源头说法一度存在争议。明嘉靖《瑞安县志》记载，飞云江存在南北两源，其中北源在瑞安与青田的交界地，经陀溪、出坑源至陶山南口入飞云江干流，称小溪（即今金潮港）；南源在福建政和县（今寿宁县）界，经泰顺、文成，称大溪。此即所谓飞云江“南北两源说”。
清人顾祖禹所著《读史方舆纪要》中亦援引《一统志》记载称：“（飞云江）上源有二，一出福建政和县东北之温洋，谓之大溪。一出青田县东南之木凳岭，谓之小溪。合诸山溪之水，流入县境，至陶山南口而合流，又东至县南，水阔百余丈，亦曰罗阳江，亦曰安固江，亦曰瑞安江。”包括明万历年间和清乾隆年间的《温州府志》、顾炎武所著的《天下郡国利病书》、清雍正年间的《浙江通志》以及《浙江全省舆图并水陆道里记》等著作均采用“两源说”。在历年温州市人民政府主持编著的《温州年鉴》中，也采用了南北两源的说法，但具体源头有所不同，其表示飞云江源头分南北二支，南为仙居溪，发源于泰顺、景宁边界白云尖西北坡；北为里光溪，发源于白云尖东麓。

### 一源说
“一源说”认为飞云江只有一源。清人林鹗于光绪年间所著《泰顺分疆录》中写道，飞云江源出景宁县的桃源溪、忠溪、北溪、东坑诸水，并指出源于泰顺白云尖的洪口溪在百丈口与三插溪合口。20世纪80年代出版的《浙江省地图册》、《浙江地理简志》、《浙江分县简志》都认为，飞云江源出云和县（云和县东南部，后析置景宁县）北溪公社（乡）赤（敕）木山。2000年版《辞海》记载，飞云江“源出泰顺县境”。

### 源头踏勘

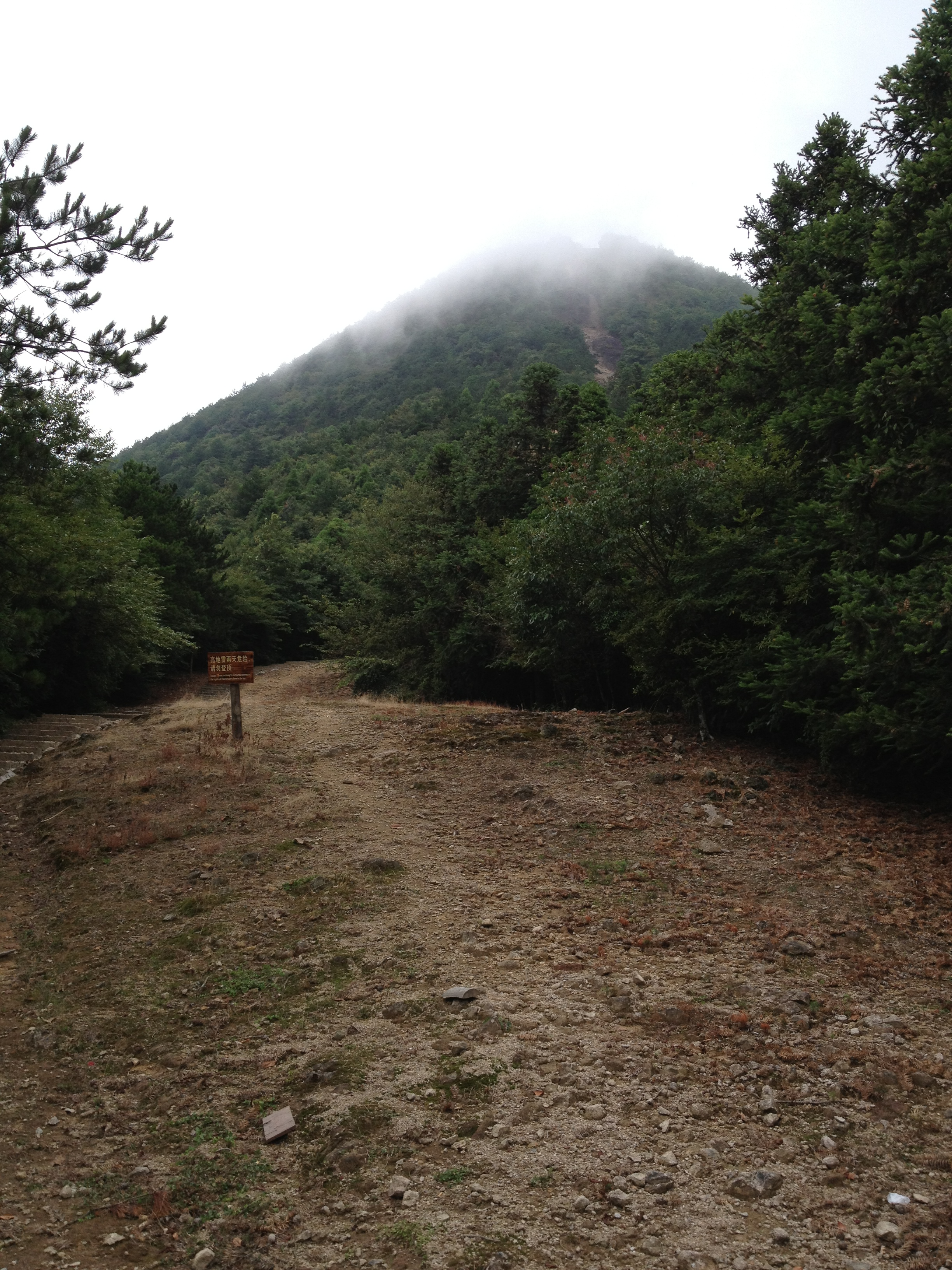
飞云江源头白云尖

1987年，为查清源头，温州市及丽水地区部分人士组成河源考察小组，对实地进行考察踏勘，判明海拔1450米处山谷中（即白云尖下坳口）寻得源头。次年复勘，验证了勘定河源在白云尖西北坡的可靠性。经与泰顺县里光溪等河流进行比较，判明飞云江源头位于当时的景宁畲族自治县景南乡东塘行政村白云尖西北坡漈坑。1993年7月10日，当地政府在源头举行揭碑仪式，在当地立“飞云江源头碑”。同年9月27日，飞云江源头碑被景宁畲族自治县人民政府批准成为县级文物保护单位。该源头说法普遍为当地水利部门等机构所接受。

## 流程

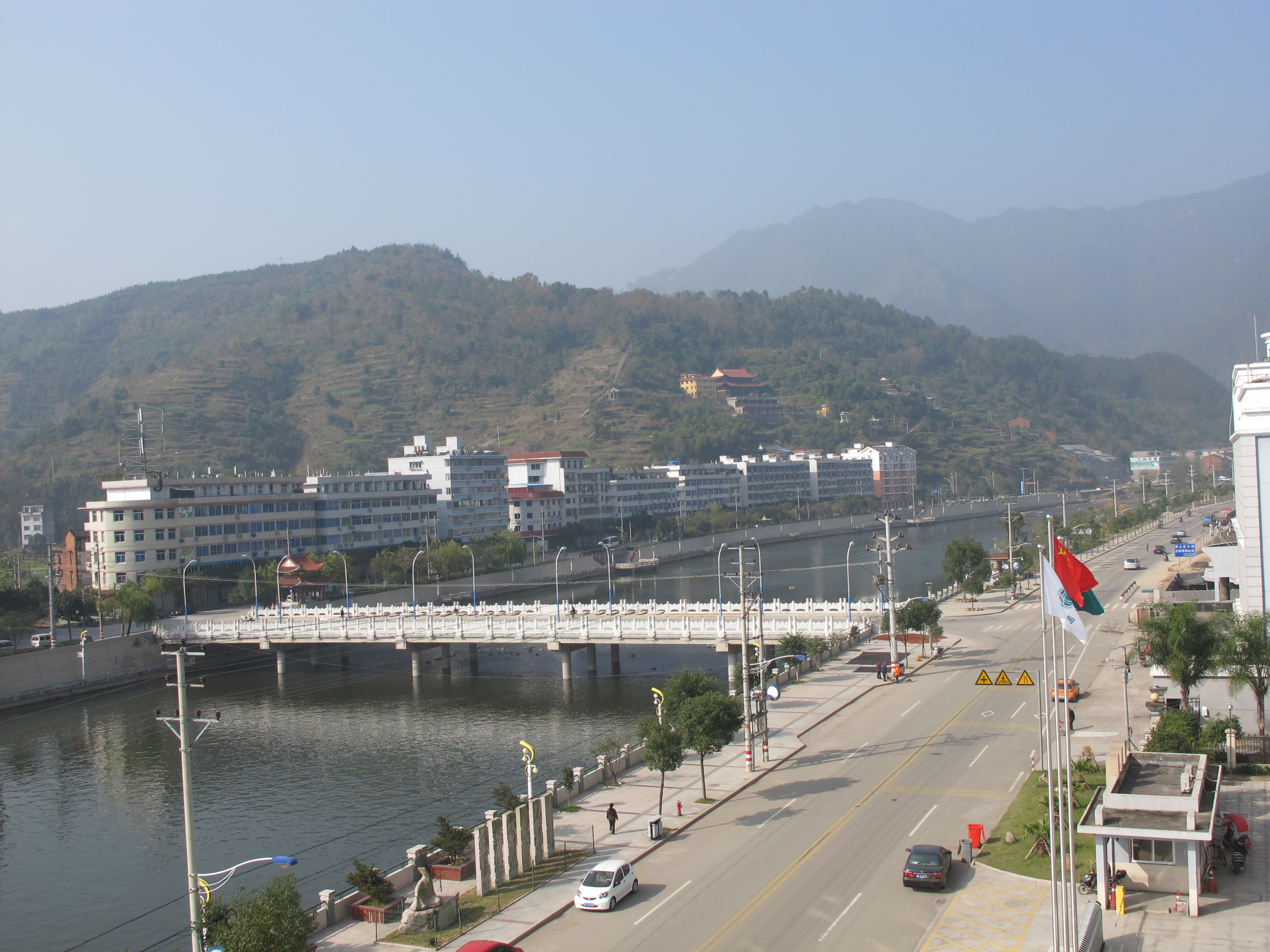
飞云江重要支流泗溪流经文成县

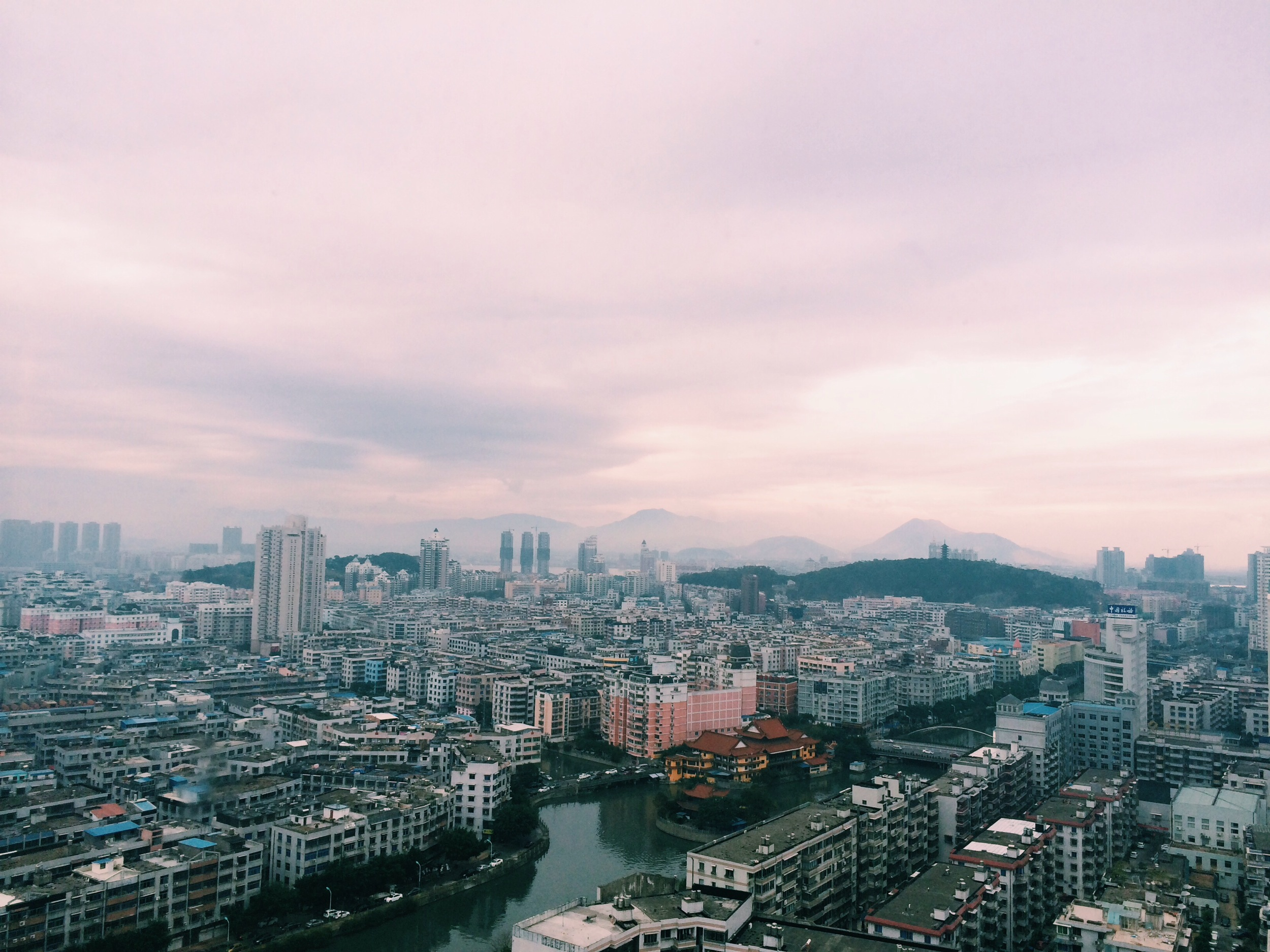
飞云江穿过瑞安城区

### 景宁段
飞云江以漈坑为流程起点，向北下行至东塘后分别纳入忠溪、白溪来水，称为东塘溪，随后进入大白坑溪，纳入朱树根、深洋两条溪坑之水后转向东流，纳入敕木山的北溪来水，继续向东流并纳入东坑、沙湾坑等坑溪来水后，至里塘口出境进入泰顺县。干流在景宁段的流域面积224.44平方公里，河长39.9公里，自然落差920米，平均坡降23.06‰。

### 泰顺段
干流进入泰顺县，至泰顺县黄桥称三插溪，下行纳白鹤渡水电站来水后流至百丈口，百丈口以下始称飞云江。在百丈口以上被称为飞云江上游。干流自百丈口东流，直至岩上乡银珠坑出泰顺县境，流入文成县。干流在泰顺段的流域面积864.3平方公里，河长36.3公里，自然落差290米，平均坡降7.99‰。

### 文成段
飞云江在汇溪乡上金村进入文成县境，向东偏北而下，纳诸溪之水后从大垟口出境流入瑞安市境。干流在文成县境流域面积1123.5平方公里，河长43.5公里，自然落差115米，平均坡降2.64‰。

### 瑞安段
飞云江在瑞安市营前乡黄岙村进入瑞安市境，向东纳众多溪坑之水后经滩脚进入瑞安港。百丈口至瑞安市滩脚为飞云江中游，滩脚以下为飞云江下游。干流出瑞安港11公里，在瑞安市上望街道新村注入东海。飞云江在瑞安市境流域面积1337.8平方公里，河长79公里，自然落差10米，平均坡降0.13‰。

## 河流特征

### 地质特征
飞云江在上游地区由于受新华夏系构造运动影响，地势陡峻，河谷多呈北东及北西向发育，在岩性和构造等因素的影响下，常形成山间小盆地。飞云江在下游地区表现为平原河流，水流分散，多沙洲，河床极不固定，往往由于冲刷、淤积而形成河曲，在仙降和桐浦之间表现较为明显。海岸线较曲折，多为淤泥质海岸。

### 气候特征
飞云江流域属于亚热带季风气候，温暖湿润，冬短夏长，四季分明，雨量丰沛，日照长，霜期短。年平均气温16-18℃，常年日照时数1700至2000小时，无霜期241天至286天，历年平均水温19℃至20℃，多年平均陆上水面蒸发量823毫米至871毫米，下游明显大于上游。

### 水文特征
飞云江流域多年平均降雨量1892毫米，多年平均径流深1252毫米，多年平均河川径流量46.48亿立方米，多年平均流量59.1立方米每秒。径流在年内分配，主要集中在4至6月的梅雨季节和6至9月的台风暴雨季节，呈双峰型。历史洪水调查，飞云江流域测得的最大洪峰量达15400立方米每秒（1912年）。

## 自然资源

### 矿产资源
飞云江流域已探明有金属矿藏金、银、铅、钛、锌、铜、磁铁、锰、黄铁矿9种，非金属矿叶腊石、萤石、绢云母、花岗石、高岭土、钠长石6种。此外，飞云江流域内基岩山区遍布火山碎屑岩和火山沉积岩地层，其中富含二氧化硅，易形成可饮用的偏硅酸型矿泉水。当地已开展矿泉水的开发生产工作。

### 鱼类资源
飞云江流域水温适度，天然饵料丰富，适宜鱼、虾、贝类、藻类等水生生物的繁殖。飞云江水系盛产淡水鱼，较为著名的包括香鱼、乌鳢、溪鳗、鲈夹、石蛙等，一年四季市场供应丰富，经济价值较高，销售量大。
由于近年来在飞云江流域频繁采用电鱼、毒鱼、地笼网等非法捕捞方式，大肆破坏溪鱼资源，破坏生态环境，流域内的文成县于2021年9月开始在飞云江相关水域实施禁渔制度，禁止时期为全年。2022年3月1日至6月30日，浙江省农业农村厅会同多部门发文，在包括飞云江在内的省内八大流域首次实行统一禁渔，养护水生生物，保护生物多样性，促进渔业可持续发展。

### 林木资源

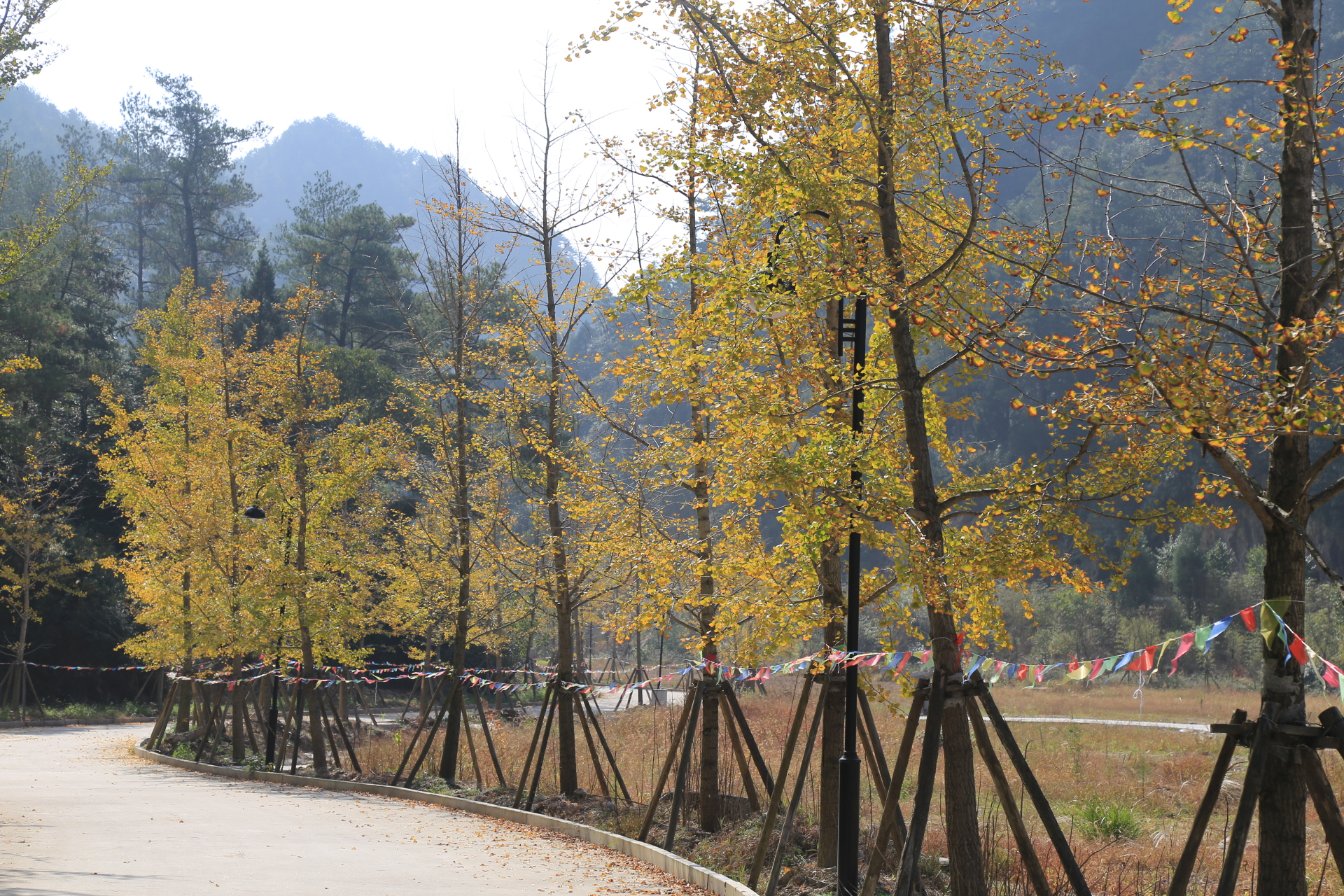
文成石垟林场

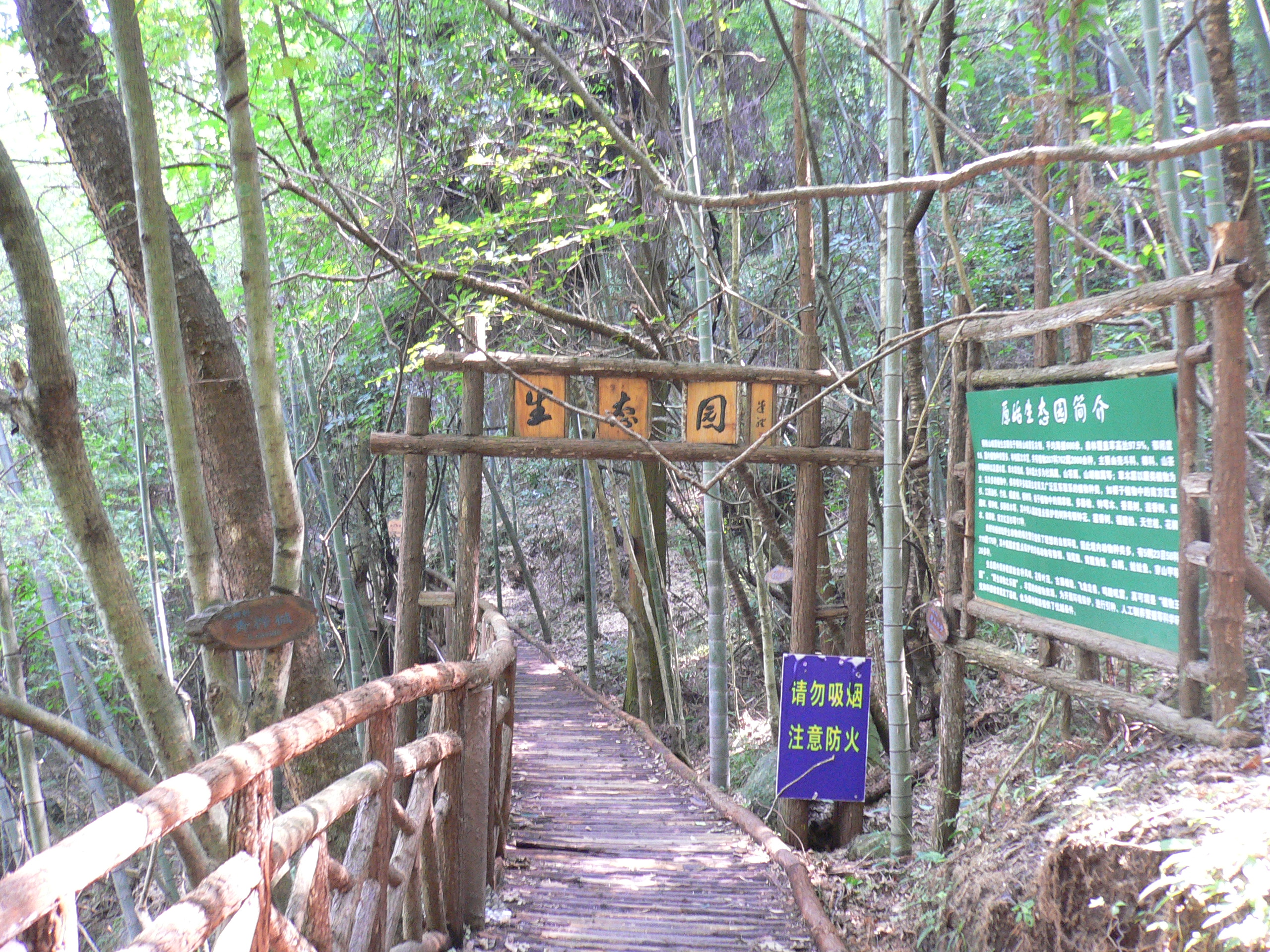
文成叶胜林场（铜铃山国家森林公园）

飞云江流域共有山地面积552.3万亩，宜林面积244.5万亩。飞云江历史上曾有大片原始森林，但在人类活动的影响下，原生、次生林木遭遇过滥砍滥伐。早在三国时期，飞云江流域就曾作为营造木质帆船的江南三大造船基地之一而闻名。南宋时期，流域内的峃口、珊溪、汇溪等地形成竹、木、柴、炭的经营中心。民国至建国后的社会主义建设时期，滥砍森林成风，“大跃进”和“文化大革命”期间，飞云江流域林木蓄积量显著下降。1984年，国家颁布《森林法》，后又颁布《水土保持法》，后对飞云江流域进行了飞机播种、人工造林等植被恢复手段，绿化面积有所提升。根据1990年调查，全流域立木蓄积量共有207.8万立方米。目前，飞云江流域内共有国有林场11个，除已纳入浙江乌岩岭国家级自然保护区管理的泰顺县乌岩岭林场外，其余10个国有林场基本情况见下。
| 林场名称     | 林场位置     | 林场面积（亩） | 立木蓄积量（立方米） | 森林覆盖率 | 参考资料             |
| ------------ | ------------ | -------------- | -------------------- | ---------- | -------------------- |
| 景宁林业总场 | 丽水市景宁县 | 88,600         | 641,200              | 92.7%      | [ 24 ]               |
| 景宁上标林场 | 丽水市景宁县 | 29,983         | 198,810              | 98.89%     | [ 25 ]               |
| 泰顺生态林场 | 温州市泰顺县 | 50,059         | 174,600              | 90.6%      | [ 26 ]               |
| 文成山华林场 | 温州市文成县 | 20,154         | 35,800               | 98%        | [ 27 ] [ 28 ]        |
| 文成金朱林场 | 温州市文成县 | 25,500         | 179,000              | 98%        | [ 27 ] [ 29 ] [ 30 ] |
| 文成叶胜林场 | 温州市文成县 | 40,875         | 97,800               | 98.1%      | [ 31 ]               |
| 文成石垟林场 | 温州市文成县 | 81,600         | 250,000              | 95.4%      | [ 27 ]               |
| 瑞安红双林场 | 温州市瑞安市 | 36,000         | 44,900               | 97.6%      | [ 27 ]               |
| 瑞安奇云林场 | 温州市瑞安市 | 24,300         | 116,800              | 98.6%      | [ 30 ]               |
| 瑞安福泉林场 | 温州市瑞安市 | 22,388         | 144,039              | 90.3%      | [ 32 ]               |

备注
1. ↑  上标林场数据来源主要为望东垟高山湿地自然保护区，该保护区系在上标林场的基础上建设的。
2. ↑  叶胜林场数据来源主要为浙江省铜铃山国家森林公园，该公园系在叶胜林场的基础上建设的。

## 水运
据《文成县交通志》记载，飞云江水运始于唐代。南宋时期，飞云江畔的飞云渡逐渐兴起。此后民间水运发展，直至明朝嘉靖元年（1522年），飞云渡改为官渡，设立南北码头。此时，飞云渡已为地方带来商贸繁荣，但由于倭寇扰乱、战争迭起，飞云渡在之后停止官渡。清朝康熙十六年（1677年），有民众为飞云渡捐助，开始义渡（一说，为官府决定将飞云渡由官渡改为义渡，免费渡客）。据清乾隆四年（1739年）八月立的《飞云渡详拨官田岁修官船碑记》和清《瑞安县志》记载：“飞云一渡，实为浙闽通津，商民孔道。”民国四年（1915年），瑞安乡贤、商人项湘藻创办的通济轮船公司购置汽轮，飞云江进入轮渡时代。1941年至1945年间，南北码道码头及待渡亭多次被日本侵略军飞机炸毁，渡运时断时续。抗日战争胜利后，重建了南北两岸码道码头。
1950年以后，飞云江航道经过数次疏浚改建，新建码头、埠头87处，设置航标10余座，同时增加其他交通设施，多数渡口大部实现机械渡运，航运条件大为改善。原飞云江航道途经南浦溪（新浦）、莒江、洪口、百丈、司前、包垟、文成、瑞安等地，最终通往温州。其水上交通工具从独木舟发展到竹筏、木船，日均来往船只170多艘，抗战时期曾达到日均320艘、年物资吞吐量达30余万吨，运载乘客多达10万余人次。直到二十世纪80年代，飞云渡仍然是飞云江两岸的唯一通道。
1989年，飞云江大桥建成通车，飞云渡水运客流随之锐减。而在珊溪水利枢纽工程竣工后，由上游经飞云江航道前往瑞安的水运线路也基本停止。
现如飞云渡口仍然运行，主要运营范围为由瑞安——飞云街道

## 桥梁

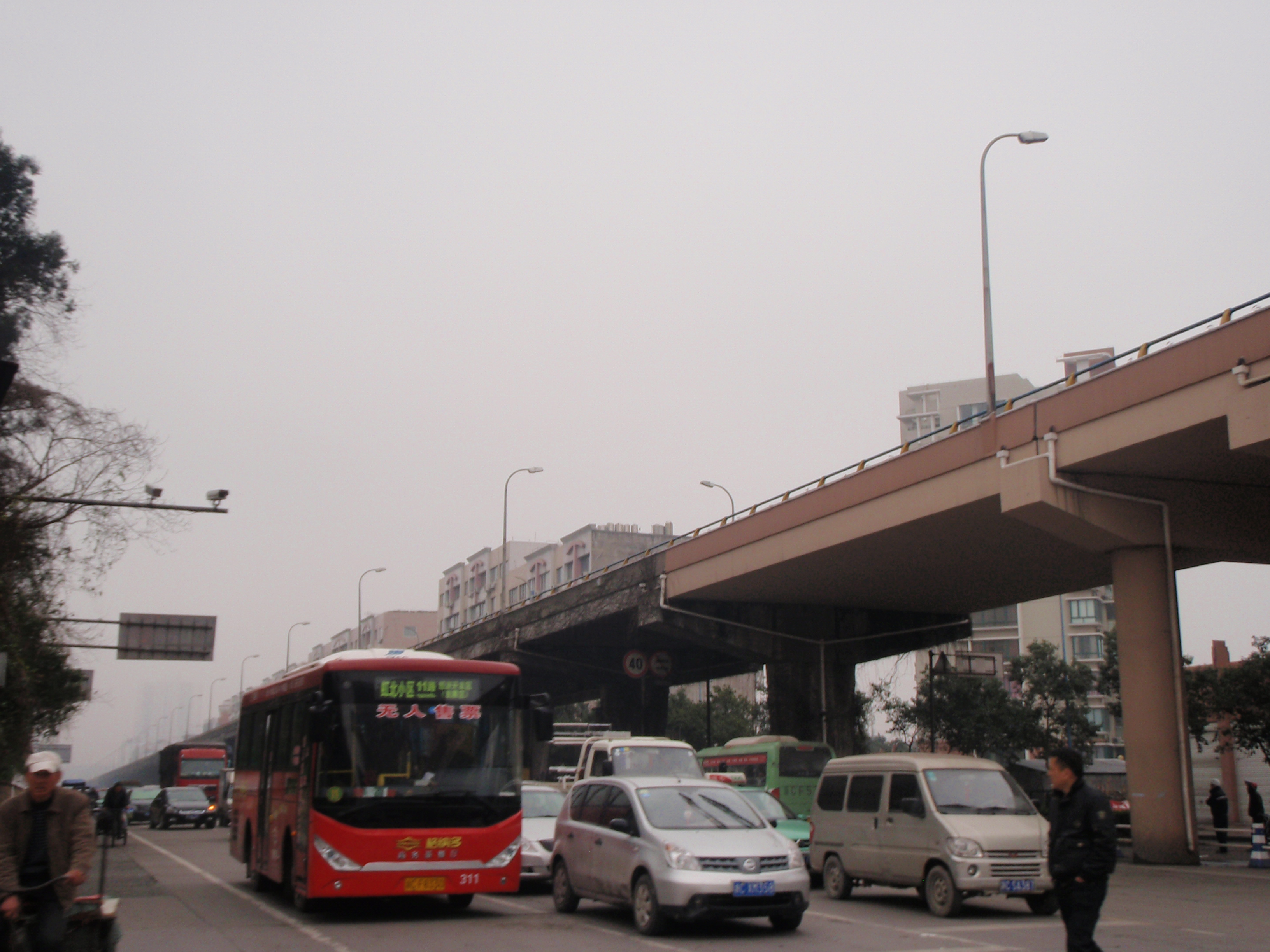
飞云江大桥（引桥）

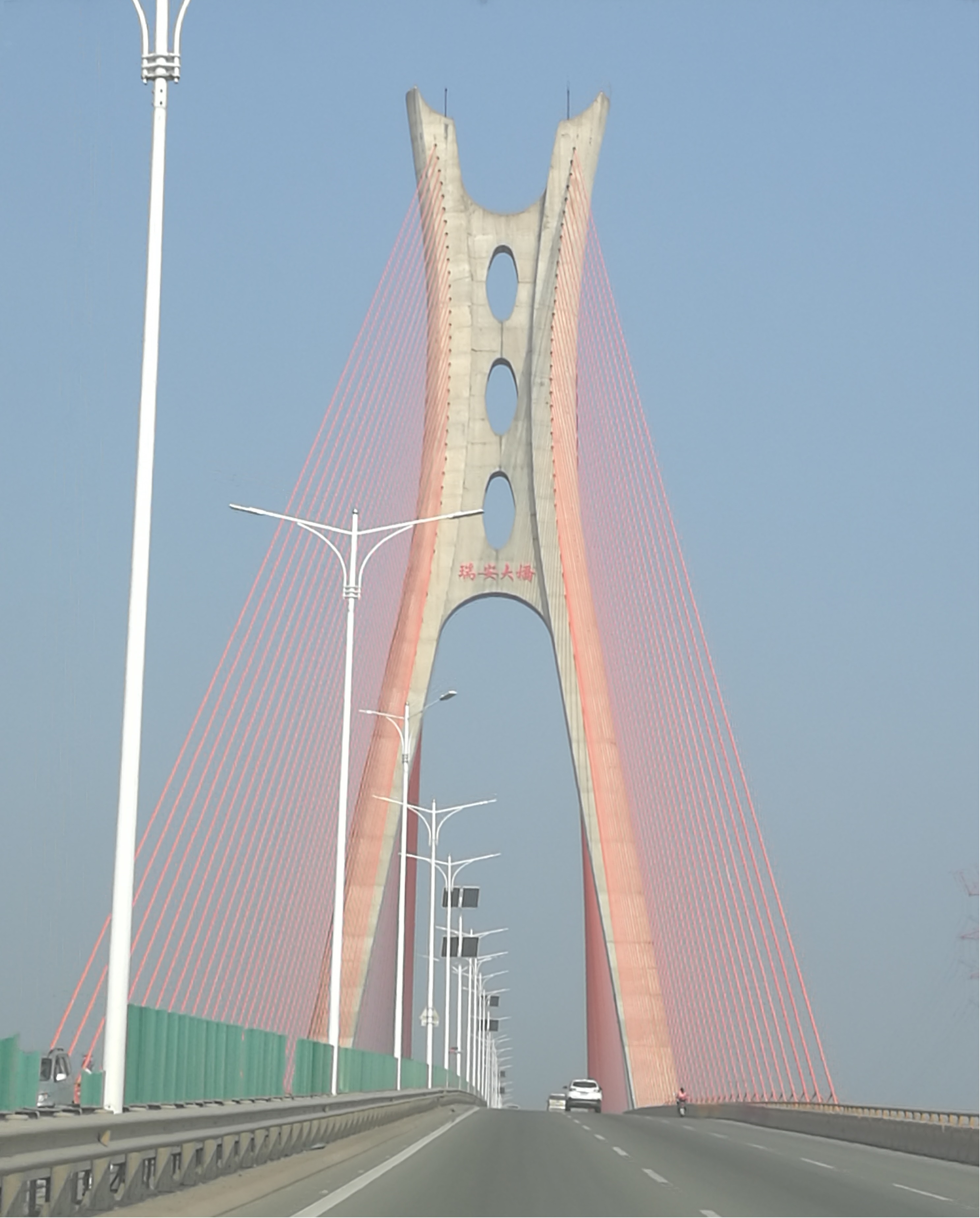
瑞安大桥（飞云江三桥）

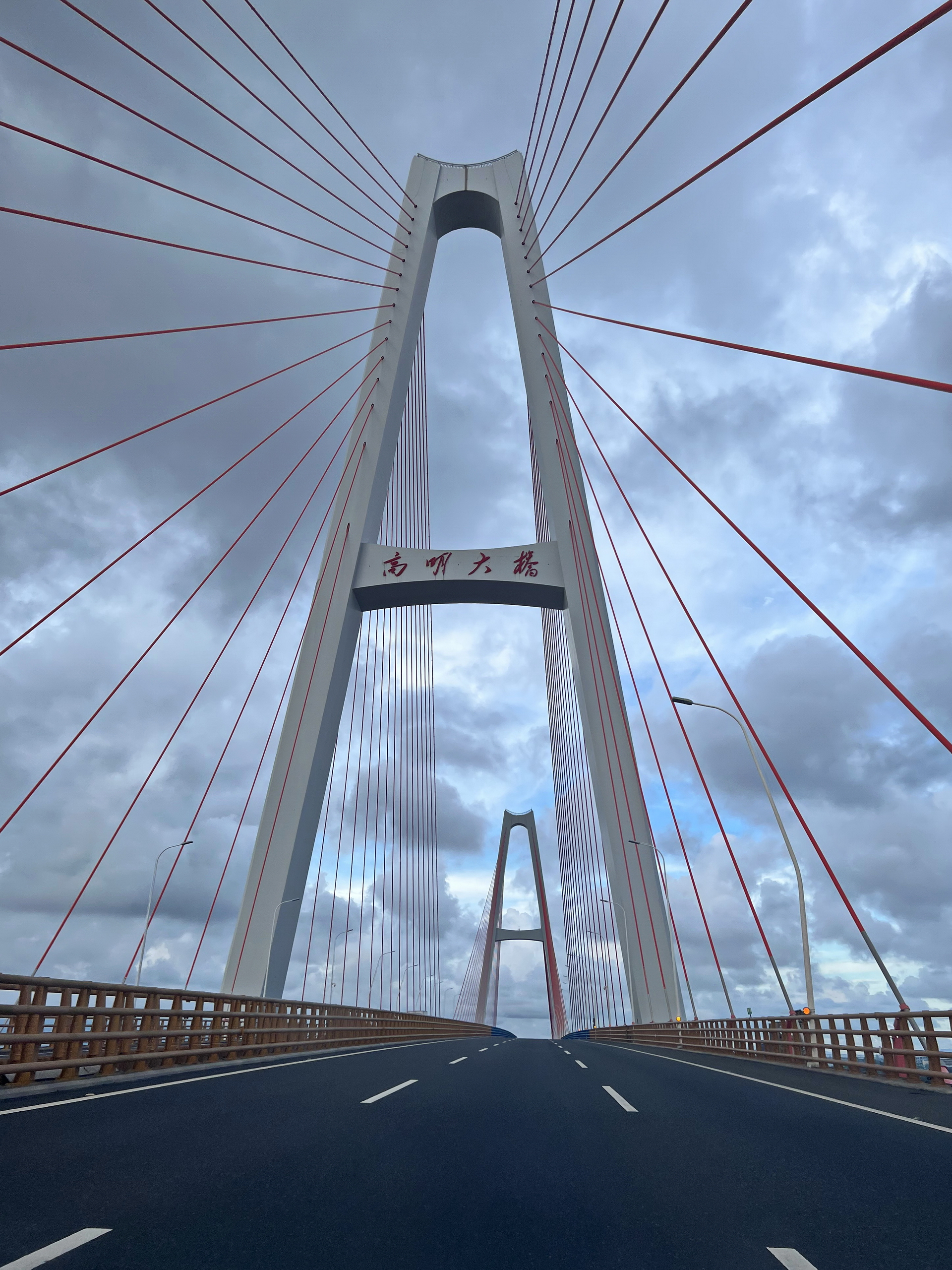
高明大桥

据不完全统计，截至2022年7月，飞云江上已建成通车桥梁16座，另有永宁大桥等多座桥梁在建中。
| 桥梁名称                 | 桥梁别称         | 所在位置                                                       | 桥梁长度  | 桥梁类型 | 通车时间       | 投资规模 | 备注                                         | 参考资料             |
| ------------------------ | ---------------- | -------------------------------------------------------------- | --------- | -------- | -------------- | -------- | -------------------------------------------- | -------------------- |
| 飞云江大桥               | -                | 北岸为安阳街道三圣门村，南岸为飞云街道东风村                   | 1721米    | 公路桥   | 1989年1月6日   | 3795万元 | 当时全国最大跨度的预应力混凝土简支梁桥       | [ 41 ] [ 42 ]        |
| 马屿大桥                 | -                | 瑞安市马屿镇                                                   | 395米     | 公路桥   | 1996年2月      | -        | -                                            | [ 42 ]               |
| 高楼大桥                 | -                | 230省道青岱线                                                  | 823米     | 公路桥   | 1998年3月      | -        | -                                            | [ 42 ]               |
| 飞云江二桥               | 沈海高速瑞安桥   | 沈海高速瑞安段                                                 | 1820米    | 公路桥   | 2002年2月      | -        | 系飞云江第一座高速桥                         | [ 42 ] [ 43 ]        |
| 塔石大桥                 | -                | 56省道                                                         | 282米     | 公路桥   | 2005年2月      | -        | -                                            | [ 42 ] [ 44 ]        |
| 金垟飞云江大桥           | -                | 文成县金垟乡                                                   | 160.6米   | 公路桥   | 2008年4月15日  | 350万元  | -                                            | [ 45 ]               |
| 温福铁路飞云江特大桥     | 飞云江四桥       | 温福铁路                                                       | 2622.43米 | 铁路桥   | 2008年7月16日  | 1.9亿元  |                                              | [ 42 ]               |
| 瑞安大桥                 | 飞云江三桥       | 东起滨江大道，西至沿浦路                                       | 2956米    | 公路桥   | 2009年1月13日  | 11余亿元 | -                                            | [ 42 ] [ 46 ] [ 47 ] |
| 平阳坑大桥               | -                | 起点为老56省道平阳坑村西南侧附近，终点为上河头与塘岙村之间道路 | 917米     | 公路桥   | 2010年6月18日  | 1300万元 | -                                            | [ 48 ]               |
| 飞云江姊妹桥             | -                | 原飞云江大桥东侧13.5米                                         | 1799.94米 | 公路桥   | 2011年6月28日  | 3.19亿元 | -                                            | [ 42 ] [ 49 ] [ 50 ] |
| 飞云江五桥               | -                | 起点为瑞安火车站前的江南大道，北端在市区接瑞枫公路             | 1020米    | 公路桥   | 2016年12月15日 | 约7亿元  | -                                            | [ 42 ] [ 51 ]        |
| 荆谷互通连接线飞云江大桥 | -                | 连接荆谷互通高速公路荆谷收费站与56省道                         | 648米     | 公路桥   | 2017年底       | -        | -                                            | [ 42 ] [ 52 ]        |
| 仙降大桥                 | -                | 温州绕城高速                                                   |           | 公路桥   | 2018年2月1日   | -        | -                                            |                      |
| 飞云江六桥               | -                | 104国道温州西过境公路瓯海桐岭至瑞安仙降段                      | 1884米    | 公路桥   | 2019年2月1日   | 3亿余元  | -                                            | [ 53 ] [ 54 ]        |
| 寨寮溪大桥               | -                | 瑞安市高楼镇                                                   | 743米     | 公路桥   | 2019年6月18日  | 5700余万 | -                                            | [ 55 ]               |
| 高明大桥                 | 飞云江跨海特大桥 | 飞云江入海口处                                                 | 9169米    | 公路桥   | 2019年11月15日 |          | -                                            | [ 56 ]               |
| 龙丽温文泰高速飞云江大桥 | -                | 瑞安市文成县                                                   | 440.96米  | 公路桥   | 2020年12月22日 | -        | 国内高速公路首次应用的波形钢腹板工字组合梁桥 | [ 57 ] [ 58 ]        |

备注
1. ↑  跨江段长度，全长2442米。
2. ↑  系新桥建设及旧桥改造总投资。

## 水利工程
根据温州市人民政府办公室于2021年公布的《温州市人民政府关于公布温州市市级重要水域名录的通知》，除纳入省级重要水域进行管理的珊溪水库外，飞云江流域共有市级重要中型水库7座，小（一）型水库3座。
| 水库名称       | 所属地形地貌 | 所在地理位置                       | 工程规模   | 设计洪水位(m) | 校核洪水位(m) | 水域面积(k㎡) | 总库容(万m³) | 主要功能                     | 参考资料 |
| -------------- | ------------ | ---------------------------------- | ---------- | ------------- | ------------- | ------------- | ------------ | ---------------------------- | -------- |
| 珊溪水库       | 浙南山地     | 文成县珊溪镇渔秀村                 | 大型       | 151.321       | 155.211       | 35.461        | 18,240       | 防洪、抗旱、供水、灌溉、发电 | [ 59 ]   |
| 林溪水库       | 浙南山地     | 瑞安市林川镇                       | 中型       | 77.46         | 79.27         | 1.0288        | 1,430        | 灌溉、发电、防洪             | [ 60 ]   |
| 仙居水库       | 浙南山地     | 泰顺县罗阳镇                       | 中型       | 261.63        | 263.90        | 1.1781        | 3,290        | 发电                         | [ 60 ]   |
| 三插溪水库     | 浙南山地     | 泰顺县司前畲族镇                   | 中型       | 342.94        | 346.28        | 1.2613        | 4,660        | 发电                         | [ 60 ]   |
| 百丈漈水库     | 浙南山地     | 文成县百丈漈镇、二源镇             | 中型       | 655.00        | 658.70        | 2.5243        | 6,341        | 发电、供水                   | [ 60 ]   |
| 赵山渡水库     | 浙南山地     | 文成县平和乡、峃口镇；瑞安市高楼镇 | 中型       | 22.00         | 23.37         | 4.3919        | 3,414        | 发电、供水                   | [ 60 ]   |
| 高岭头一级水库 | 浙南山地     | 文成县铜铃山镇                     | 中型       | 793.12        | 795.12        | 0.7282        | 1,778        | 发电                         | [ 60 ]   |
| 高岭头二级水库 | 浙南山地     | 文成县西坑镇、铜铃山镇             | 中型       | 327.60        | 329.60        | 0.5680        | 1,682        | 发电                         | [ 60 ]   |
| 三插溪二级水库 | 浙南山地     | 泰顺县司前畲族镇、竹里畲族乡       | 小（一）型 | 178.31        | 180.88        | 0.1431        | 130          | 发电                         | [ 60 ]   |
| 百万山水库     | 浙南山地     | 文成县珊溪镇、巨屿镇               | 小（一）型 | 48.76         | 50.76         | 0.8370        | 964          | 发电                         | [ 60 ]   |
| 九龙湖水库     | 浙南山地     | 文成县峃口镇、巨屿镇、周山乡       | 小（一）型 | 36.50         | 38.50         | 0.8507        | 862.7        | 发电                         | [ 60 ]   |

## 景区及保护区

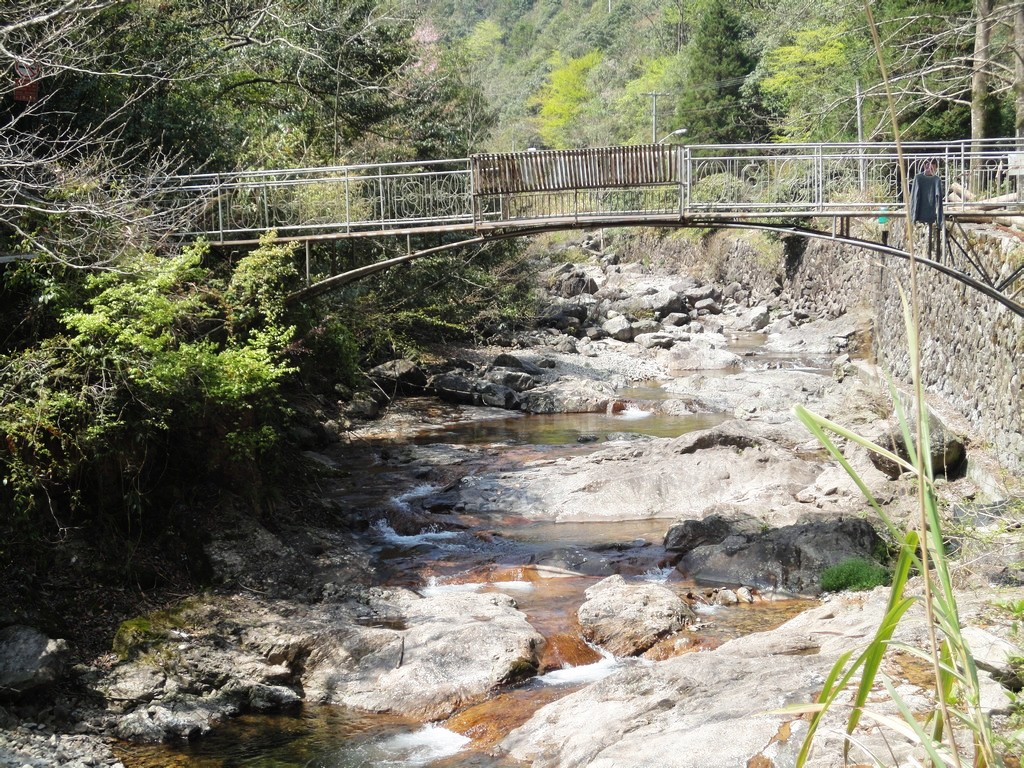
乌岩岭景区

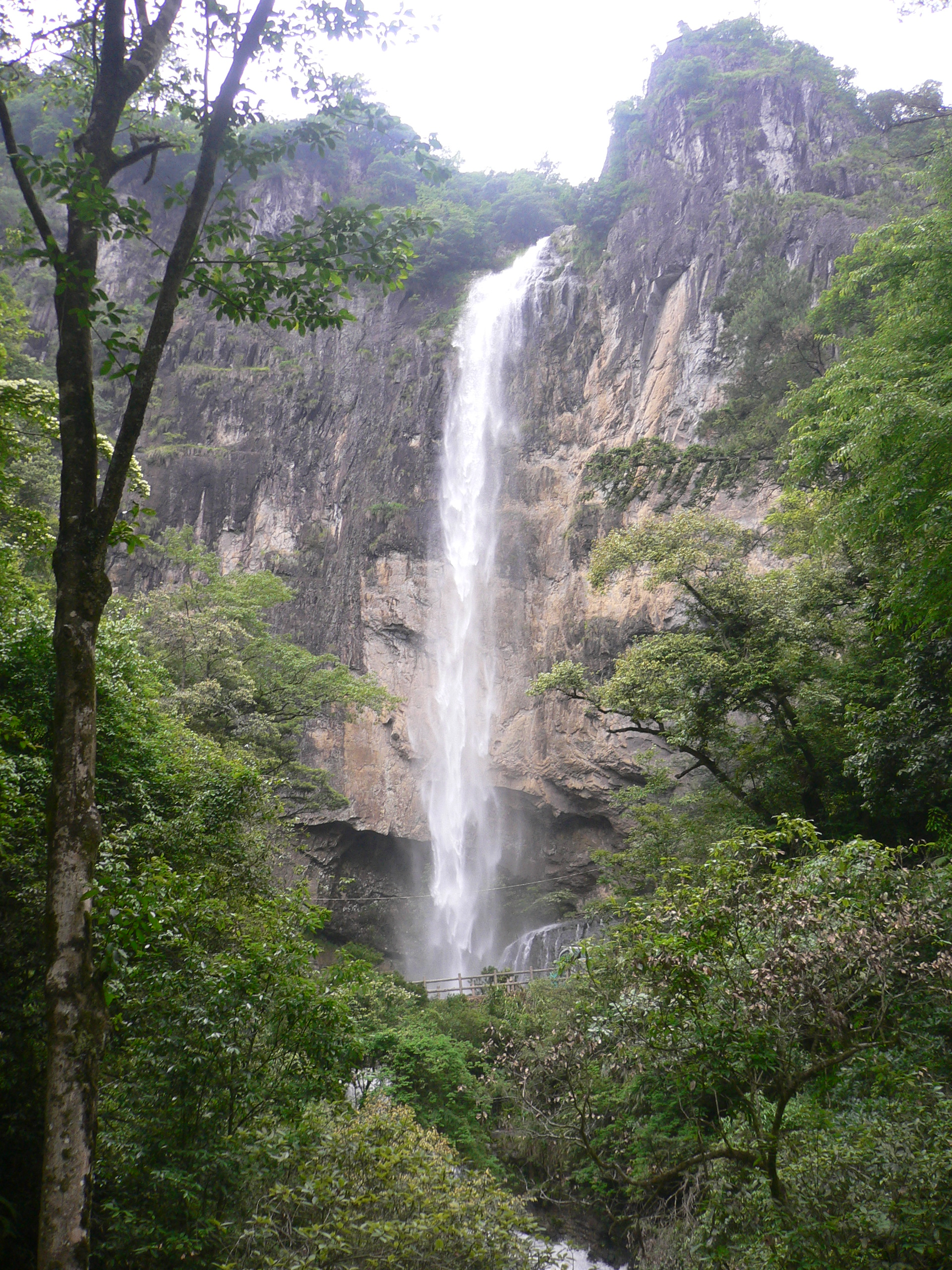
百丈漈瀑布

### 浙江乌岩岭国家级自然保护区
飞云江源头白云尖位于浙江乌岩岭国家级自然保护区内，是中国濒临东海最近的森林生态与野生动物类型国家级自然保护区，位于浙江省泰顺县境内西北部，总面积18 861.5公顷。区域内野生动植物资源丰富，包括多个属国家一、二级保护的野生动植物，是世界濒危鸟类中国特产珍禽黄腹角雉的唯一保种基地和原产地人工繁殖基地，也目前已知的野生黄腹角雉最高种群密度区。景区内拥有完整的大面积原生性常绿阔叶林，是中国东部地区保存最好的亚热带常绿阔叶林之一。区内千米以上高峰众多，主峰白云尖海拔1611.3米，为温州第一高峰。

### 百丈漈·飞云湖国家级风景名胜区
百丈漈·飞云湖国家级风景名胜区位于温州西南部、飞云江上游90公里的文成县境内。由峡谷景廊、百丈飞瀑、天顶湖、刘基故里等主要景区组成，景点、景观达1862处。景区面积达558.8平方公里。随着珊溪水利枢纽工程建成而形成的“飞云湖”，总面积35.4平方公里，西连乌岩岭，北倚石垟林海及景宁南部山峦，属浙南最大的湖泊，国家二级水源保护地。

### 望东垟高山湿地省级自然保护区
望东垟高山湿地省级自然保护区位于浙江省景宁畲族自治县的南部。总面积1194.8公顷，森林覆盖率98.8%，属于洞宫山脉的罗山支脉，保护区最高海拔1300米，由望东垟、茭白塘等湿地群落组成，属于溪源湿地，是飞云江源头和瓯江的源头之一。主要保护对象为高山湿地生态系统、珍稀动植物资源和次生常绿阔叶林。

## 污染与治理
相对于浙江省内其他江河而言，飞云江的污染程度较轻；飞云江水质曾居浙江八大水系之首，并曾保持100%的监测断面水质满足水域功能要求的记录；若依照《地表水环境质量标准》分级，2013年时飞云江水质以Ⅲ类为主，部分流域介于Ⅱ至Ⅳ类之间。然而近年来，由于飞云江流域畜禽养殖与生活污水处理不力，以及违章建筑、非法捕捞等次生污染加重，飞云江部分支流曾被评为劣V类水，干流也显出富营养化、蓝藻异常、锰超标等现象。2013年7月，飞云江支流金潮港沿江曾被大量白色垃圾覆盖，水体也因沿岸工业污染呈现白色。此外，由于受地形气候等的影响，飞云江流域洪涝台旱灾害较为频繁，流域近些年常受暴雨台风侵袭，如2013年23号台风“菲特”及2020年4号台风“黑格比”都对飞云江流域造成了一定的破坏。2012年，飞云江治理工程列入国家独流入海中央投资项目。瑞安市政府针对现状，规划了三期水体治理工程，其中已开展的有两期。截至2021年末，飞云江干流水质已达Ⅰ至Ⅱ级，主要支流水质也改善至Ⅱ级，初步实现了既定目标。

### 一期工程
飞云江治理一期工程于2014年启动，由瑞安市水利工程建设中心承建。该工程建设堤防总长31.05km，途经马屿、仙降和云周等镇街，涉及10余个村，概算总投资为9.5899亿元。工程建成后，将在大幅度提高飞云江南岸防洪排涝能力的同时，提升沿岸景观水平，助推沿途旅游发展。截至2022年6月，飞云江治理一期工程已经完工。

### 二期工程
瑞安市飞云江治理二期工程是浙江省百项千亿防洪排涝工程。二期工程总投资19亿元，工程包括新建27km沿线堤防，布置30座水闸。通过实施飞云江治理工程，完善闭合飞云江沿线防洪圈：将沿线各乡镇防洪标准提升至20年一遇，中心城区段提升至50年一遇。截至2022年6月，二期工程已开展可研初审，部分区域已经开展相应治理工作。

### 三期工程
截至2022年6月，飞云江治理三期工程已由浙江省水利厅出具项目建议书行业审查意见，尚处于前期推进中。